# Elizabeth Chai Vasarhelyi

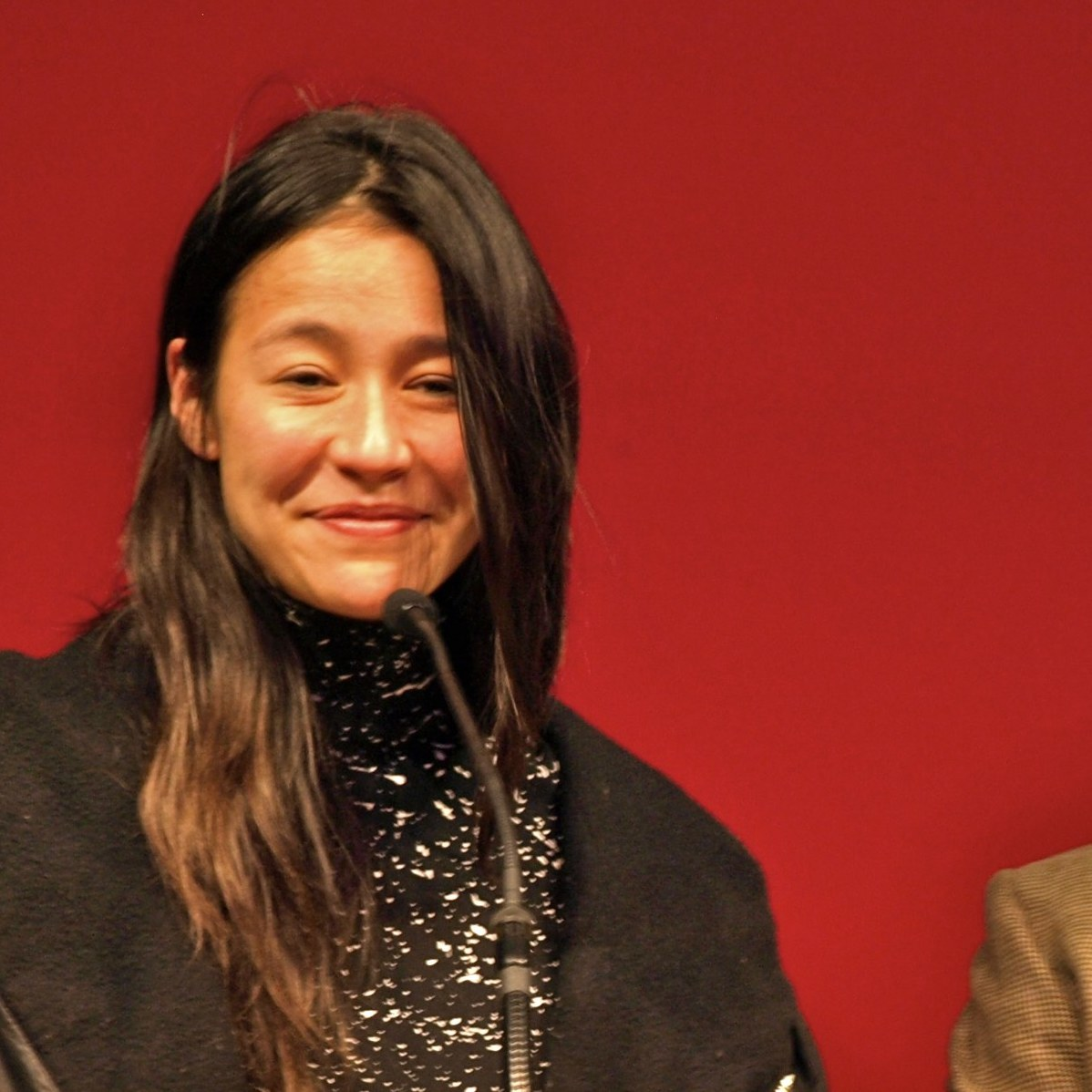
Chai Vasarhelyi beim Sundance Film Festival 2015

Elizabeth Chai Vasarhelyi (* 1979 in New York City) ist eine US-amerikanische Dokumentarfilmerin. Zusammen mit ihrem Ehemann Jimmy Chin drehte sie den Film Free Solo über den Kletterprofi Alex Honnold und seinen Free Solo am El Capitan. Der Film gewann 2019 den Oscar als bester Dokumentarfilm.

## Leben
Vasarhelyi wuchs in New York City als Tochter von Marina Vasarhelyi, einer College-Administratorin, und Miklós Vásárhely, einem Collegeprofessor, auf. Vasarhelyi besuchte die Privatschule Brearley School in New York City. Sie studierte anschließend Vergleichende Literaturwissenschaft an der Princeton University und schloss mit einem Bachelor of Arts ab.
2003 erschien ihr erster Dokumentarfilm A Normal Life. Er gewann den Preis als Bester Dokumentarfilm beim Tribeca Film Festival 2003.
2004 arbeitete sie als Assistent für den Regisseur Mike Nichols am Film Hautnah. Daneben arbeitete sie mit Kameramann Scott Duncan an verschiedenen Berichten, zum Beispiel über die Rallye Dakar.
2008 folgte ihr zweiter Film Youssou N'Dour: I Bring What I Love, ein Dokumentarfilm über den Musiker Youssou N’Dour. Für diesen Film zog sie für fünf Jahre nach Afrika. Der Film gewann zahlreiche Preise, darunter den Jury-Preis des Middle East International Film Festival.
2013 folgte Touba, ein Dokumentarfilm über die jährliche Pilgerreise der Murīdīya nach Touba in Senegal. Dieser gewann den Jurypreis des SXSW 2013. Auch ihr nächster Film, Incorruptible, ein Dokumentarfilm über die demokratische Bewegung in Senegal, entstand in dem Land selbst. 2015 gewann sie bei den Independent Spirit Awards den Truer than Fiction Award.
Bei Meru arbeitete Vasarhelyi erstmals mit ihrem späteren Ehemann Jimmy Chin zusammen. Der Bergsteiger-Film landete auf der Oscar-Shortlist und gewann den Zuschauerpreis des Sundance Film Festival 2015.
Ihre Zusammenarbeit setzten sie mit Free Solo fort. Der Film gewann zahlreiche Preise, darunter den Critics’ Choice Movie Award 2018 als Bester Dokumentarfilm sowie den Oscar als Bester Dokumentarfilm.
Im Jahr 2023 stellte sie gemeinsam mit Chin ihr Spielfilmdebüt Nyad über die US-amerikanischen Langstreckenschwimmerin Diana Nyad fertig.

## Privatleben
Elizabeth Chai Vasarhelyi heiratete am 26. Mai 2013 den Ski- und Kletterprofi Jimmy Chin. Das Paar hat zwei Kinder und lebt in New York City. Zusammen betreiben die beiden die Filmproduktionsfirma Little Monsters Film.

## Preise
- 2003: Tribeca Film Festival Best Documentary Feature fürA Normal Life
- 2008: Middle East International Film Festival Special Jury Prize für Youssou N'Dour: I Bring What I Love
- 2008: International Documentary Association Pare Lorentz Award (nominee) für Youssou N'Dour: I Bring What I Love
- 2008: Bahamas International Film Festival Audience Award für Youssou N'Dour: I Bring What I Love
- 2008: Bahamas International Film Festival Spirit of Freedom Award für Youssou N'Dour: I Bring What I Love
- 2008: DC International Film Festival Audience Award für Youssou N'Dour: I Bring What I Love
- 2008: São Paulo International Film Festival Audience Award für Youssou N'Dour: I Bring What I Love
- 2008: Nashville Film Festival Music of Impact Award für Youssou N'Dour: I Bring What I Love
- Toronto International Film Festival Special Presentation für Youssou N'Dour: I Bring What I Love
- 2013: SXSW Special Jury Prize für Best Cinematography für Touba
- 2015: Independent Spirit Truer Than Fiction Award Winner für Incorruptible
- 2015: Woodstock Film Festival Maverick Award für Best Feature Documentary für Incorruptible
- 2015: One World Film Festival Václav Havel Jury Award für Incorruptible
- 2015: Oscar Shortlist (Best Documentary Feature) für Meru
- 2015: Sundance Audience Award Winner für Meru
- 2015: Independent Spirit Award Nomination for Best Documentary für Meru
- 2015: DGA Award Nomination für Outstanding Directorial Achievement in Documentary für Meru
- 2015: PGA Award Nomination für Outstanding Producer of Documentary Theatrical Motion Pictures für Meru
- 2015: Cinema Eye Honors Audience Choice Prize Winner für Meru
- 2015: Cinema Eye Honors Award Winner for Outstanding Achievement in Cinematography für Meru
- 2015: Cinema Eye Honors Award Nomination for Outstanding Achievement in Production für Meru
- 2015: Cinema Eye Honors Award Nomination for Outstanding Achievement in Original Music Score für Meru
- 2015: The New York Times, Critics' Pick für Meru
- 2016: Oscar Shortlist für Meru
- 2018: People’s Choice Documentary Award beim Toronto International Film Fest für Free Solo[7]
- 2018: Mill Valley Film Festival Valley of the Docs People’s Choice awards
- 2018: Virginia Film Festival Documentary Feature Audience Award
- 2018: Critics Choice Award for Best Documentary für Free Solo
- 2018: Critics Choice Award for Best Sports Documentary für Free Solo
- 2019: BAFTA Award for Best Documentary für Free Solo
- 2019: Oscar für den besten Dokumentarfilm für Free Solo

## Filmografie
- 2003: A Normal Life
- 2008: Youssou N’Dour: I Bring What I Love
- 2013: Touba
- 2015: Meru
- 2015: Incorruptible
- 2018: Free Solo
- 2021: The Rescue[8][9]
- 2023: Nyad